# Знойко Дмитро Васильович
Дмитро́ Васи́льович Знойко (нар. 13 липня 1903, Одеса, Російська імперія — 21 серпня 1933, Нахічевань) — радянський ентомолог українського походження, що вивчав жуків, головним чином, з родини Carabidae.

## Життєпис[2][3]
Д. В. Знойко народився в родині військового лікаря і одержав домашню початкову освіту. Захоплення ентомологією виникло у нього ще у роки навчання у 4-й одеській гімназії. Те навчання припало на бурхливі роки і раз у раз припинялося й відновлювалось. Зрештою, у 1920 році він одержав свідоцтво про закінчення 7 класів.
Наступна сходинка — природниче відділення фізико-математичного факультету Новоросійського університету , куди він вступив у лютому 1920 року. В університеті лекції вели знані зоологи — М. Г. Лігнау та професор Д. К. Третьяков. Першим кроком Дмитра на ентомологічній стежці став його виступ на зібранні Південноросійського відділку ентомологічного товариства 15 лютого 1925 року. Першокурсник виголосив доповідь про жуків околиць Одеси.
Але у травні 1920 року радянська влада тимчасово закрила університет. Юнак пішов працювати до майстерні наочних посібників. Він завершив здобуття вищої освіти вже на біологічному відділенні  Одеського інституту народної освіти (ОдІНО). Фундаментальних знань тут навчали видатні вчені-професори: геоботанік Г. І. Танфільєв, зоолог О. О. Браунер, ентомолог Олексій Миколайович Кириченко.
Час був важкий, Дмитро поєднував навчання із заробітчанством: працював у майстерні наочних посібників, препаратором Державного еволюційного музею, хранителем геологічного музею ОдІНО. Навесні 1925 року він стає спостерігачем Одеського пункту по ентомології та фітопатології. Згаданий вище професор Третьяков допомагає йому стати одночасно і лаборантом при кафедрі зоології та ентомології в Одеському сільськогосподарському інституті. Зав. кафедри М. Г. Лігнау швидко переконався у сумлінності і непідробній зацікавленості здібного юнака у ентомологічних заняттях. З жовтня 1925 року Д. В. Знойко стає аспірантом професора Лігнау і одночасно працює в ентомологічному відділі Одеської обласної сільськогосподарської дослідної станції (1925—1931), пізніше реорганізованої у селекційно-генетичний інститут. Знойко вивчає екологію шкідливих комах, захворювання культивованих рослин, способи їх захисту. Невдовзі з'являються й перші публікації — брошури суто прикладного характеру — «Про шкідників бавовнику», «Отрути для боротьби зі шкідниками» тощо
Разом з тим молодий ентомолог збирає польові матеріали з ентомофауни Одещини та пониззя Дніпра, особливо зосереджуючись на родині жуків–жужелиць (Carabidae). Визначення зібраного вимагало вивчення наукових колекцій. Для цього аспірант тричі (1926, 1927, 1929) приїздить до Зоологічного інституту (ЗІНу) у Ленінграді, де працює місяцями. Здібного й працьовитого одесита помітив А. П. Семенов-Тян-Шанський . Вони стали співавторами декількох наукових публікацій. Видатний ентомолог почав наполегливо домагатися, аби юнака узяли до штату ЗІНу. Це вдалося навесні 1931 року. Знойко став науковим співробітником 1-го розряду у секції твердокрилих Середньої Азії.
Новачок розібрав багаторічні польові колекції інституту, зокрема, довів до зразкового стану зібрання жужелиць величезного роду Carabus. Німецький професор Stephan Breuning, який приїхав працювати з нею, був настільки вражений роботою Дмитра, що дав його ім'я новому виду — Carabus znojkoi Semenov & Breuning, 1931.
Дмитро Знойко почав завзято працювати над власними науковими темами. У 1932 році за дорученням Академії наук він обстежував райони Талишу та Ленкорані в Азербайджані, звідки привіз цінні колекції не лише комах, а й молюсків та інших безхребетних тварин. Наступного року він їде до Нахічевані вже як начальник комплексної академічної експедиції. 2-го серпня, коли група науковців працювала в долині річки Аракс, у Д. В. Знойка стався тяжкий напад хвороби, яка виявилася тропічною малярією. Захворіла на неї й частина його колег. Окрім цього, додався ще один вид малярії. До найближчої лікарні у Нахічевані було близько 200 кілометрів. Транспортування хворих в гірських умовах виявилося вкрай складною проблемою. Лише 13-го серпня Дмитро Васильович опинився в лікарні, але врятувати його не вдалося.
 «Погиб он истинным героем долга и научным подвижником, отвергая заботы о себе ради пользы дела и безопасности своих товарищей в исследовательской работе». А. П. Семенов-Тян-Шанський. 

## Наукова діяльність
Перші наукові праці Д. В. Знойко присвятив комахам, що мали прикладне значення як шкідники сільського господарства Півдня — гессенській мусі, шведській мусі, сарановим, хрущі, личинкам жуків-жужелиць, соняшниковому міллю та іншим. Він з'ясував причини стійкості злаків до гесенської мухи і завдяки цьому вдалося вивести нові, стійкі до шкідника сорти. Важливими виявились і наслідки вивчення комплексів комах, що оселюються на бавовнику на Одещині та інших нових районах його вирощування. Показавши себе вмілим і вдумливим експериментатором, вчений встановив, як впливають погодні фактори на розвиток лучного метелика.
Характерною рисою «академічних» робіт Д. Знойка в ентомології було якнайширше використання екологічних аспектів у традиційних дослідженнях з фауністики, систематики, зоогеографії. Більшість його праць, виконаних у ЗІНі, присвячена жужелицям, є також дослідження жуків інших родин — пилкоїдів (Alleculidae), мертвоїдів (Silphidae), вусачів (Cerambicidae), петріїд (Petriidae). Разом з А. П. Семеновим-Тян-Шанським він описав низку видів, нових для науки. Д. В. Знойко опублікував понад 30 наукових публікацій, деякі з них вийшли друком за кордоном — у Німеччині, Франції.

## Пам'ять
Колеги загиблого вшанували його пам'ять, давши його ім'я нововідкритим ними комахам:
- жужелиця Carabus znojkoi Kryzhanovskij, 1964

- жужелиця Pseudotaphoxenus znojkoiellus Deuve, 1988

- жук-вусач Judolidia znojkoi Plavilstshikov, 1936

- жук-златка Chrysobothris znojkoi Semenov & Richter 1934

- жук-чорнотілка Pseudocistela znojkoi (Iablokoff-Khnzorian, 1959)

- жук-водолюб Laccobius znojkoi Shatrovskij, 1984

- нахічеванський коник Phytodrymadusa znojkoi (Miram, 1938)

- акридіда Stauroderus scaleris znojkoi Miram, 1938

- акридіда Nocarodes znojkoi Miram, 1938

- акридіда Omocestus znojkoi Mistschenko

- тарган Phyllodromica znojkoi (Bei-Bienko, 1938)

- поденка Epeorus znojkoi (Tshernova, 1938)

- ґедзь Tabanus znojkoi, Olsufjev, 1937

- їздець Synopsia znojkoi Djakonov 1935

- оса-блискітка Chrysis znojkoi Semenov, 1967

- жук Microcara znojkoi Yablokov-Khnzorian 1960 (описаний з балтійського бурштину)

Більшість цих видів описана по знахідках, які зробив колись Д. В. Знойко і які зберігаються в ЗІНі. Характерний приклад: у 1928 році Дмитро Васильович знайшов жука-чорнотілку дещо незвичного вигляду на пісках поблизу Олешок на Херсонщині. Минуло сорок (!) років — і зав. лабораторією систематики комах ЗІНу Г. С. Медведєв встановив, що це новий підвид, якому вчений дав назву Pedinus femoralis znojkoi G. Medvedev, 1968. . Немає сумніву, що спадщина Дмитра Васильовича Знойка ще не один раз стане у пригоді ученим.